# روند بین‌المللی مطالعات علمی و ریاضیات
روند بین‌المللی مطالعات علمی و ریاضیات (انگلیسی: Trends in International Mathematics and Science Study) یا به مخفف تیمز (به انگلیسی: TIMSS) یک مجموعه ارزش‌یابی بین‌المللی از دانش ریاضیاتی و علمی دانش‌آموزان در سراسر جهان است. دانش‌آموزان شرکت‌کننده از سیستم‌های آموزشی مختلف (کشورها یا قسمت‌های مختلف یک کشور) با توجه به توسعه اقتصادی، موقعیت جغرافیایی و جمعیت آورده می‌شوند. در هر سیستم آموزشی مورد بررسی، حداقل ۴۵۰۰ تا ۵۰۰۰ دانش‌آموز ارزیابی شده‌اند. داده‌های متنی در مورد اوضاع یادگیری ریاضیاتی و علمی دانش‌آموزان، از دانش‌آموزان، معلمانشان، عوامل مدرسه و اولیایشان توسط پرسشنامه گردآوری شده‌اند.
تیمز یکی از مطالعاتی است که توسط IEA انجام می‌شود تا به سیستم‌های آموزشی جهان کمک کند تا بتوانند موفقیت آموزشی دانش‌آموزانشان را با سیستم‌های آموزشی دیگر مقایسه کنند و از تجارب دیگر سیستم‌ها برای طراحی سیاست آموزشی مؤثر استفاده کنند. این ارزیابی اولین‌بار در سال ۱۹۹۵ انجام گردید و پس از آن هر چهار سال یک‌بار انجام می‌گردد. از اینرو اطلاعات نموداری مربوط از برخی از سیستم‌های آموزشی از سال ۱۹۹۵ تا ۲۰۱۵ وجود دارد. تیمز دانش‌آموزان مقطع چهارم و هشتم (در قدیم مطابق با سوم راهنمایی بود) را مورد ارزیابی قرار می‌دهد. ارزیابی پیشرفته تیمز نیز از دانش‌آموزان سال آخر دبیرستان آزمون‌های پیشرفته ریاضیات و فیزیک می‌گیرد.
برخی کشورهای دنیا مانند نروژ نسبت به نتایج این آزمون و آزمون پرلز آن‌قدر حساسند که نمره پایین‌تر از حد استاندارد دانش‌آموزان، به برکناری وزیر آموزش این کشور منتهی می‌شود.

## در ایران

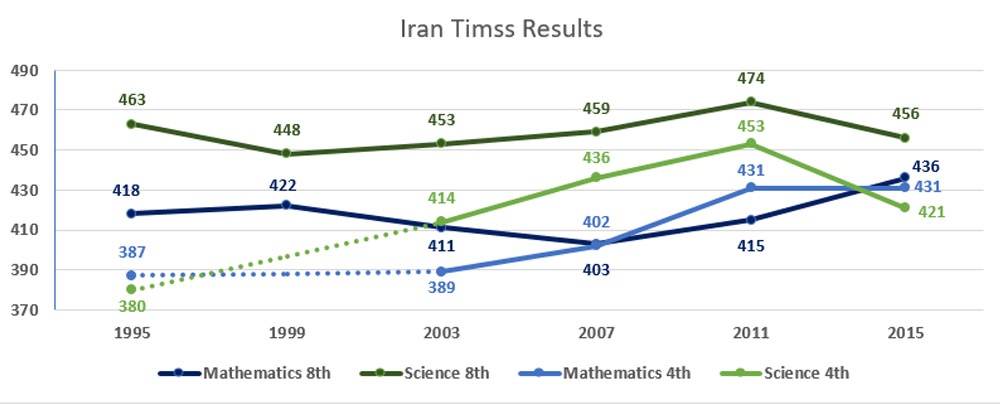
نمودار نتایج تیمز از سیستم آموزشی ایران؛ خط آبی و سبز پررنگ مربوط به ریاضیات و علوم پایه هشتم (یا سوم راهنمایی)؛ خط آبی و سبز کم‌رنگ مربوط به ریاضیات و علوم پایه چهارم.

ایران در تمامی ارزشیابی‌های تیمز پایه هشتم و چهارم از ۱۹۹۵ تا ۲۰۱۵ شرکت کرده‌است. نتایج ارزشیابی سیستم آموزشی ایران در آزمون‌های تیمز مطلوب نبوده‌است. تمام امتیازات کسب شده از آزمون ریاضیات و علوم در پایه‌های چهارم و هشتم پایین‌تر از امتیاز متوسط یعنی ۵۰۰ بوده‌است. در سال ۲۰۱۵، ایران در ریاضیات پایه هشتم رتبه ۲۹ از ۳۹، در علوم پایه هشتم رتبه ۲۷ از ۳۹، در ریاضیات پایه چهارم رتبه ۴۲ از ۴۹، در علوم پایه چهارم رتبه ۴۳ از ۴۷ را در بین کشورها به دست آورده‌است.

### به تفکیک جنسیت
در مقطع سوم راهنمایی، پسران در سال‌های ۱۹۹۵ و ۱۹۹۹ به‌طور مشهود از دختران چه در ریاضیات و چه در علوم قوی‌تر بوده‌اند که در نمودار سمت چپ به صورت ستاره‌دار نشان داده شده‌است. اما بعد از آن، موفقیت تحصیلی نسبتاً متعادل شد.